# Honda FCX
Unter der Bezeichnung Honda FCX entwickelte und vertrieb das japanische Unternehmen Honda ab 1990 eine Reihe von Brennstoffzellenfahrzeugen. Von 1999 bis 2001 wurden vier verschiedene Versionen des FCX auf der Basis des Honda EV vorgestellt. Danach wurde eine Kleinserie mit verbesserten Brennstoffzellen aufgelegt, die von 2003 bis 2006 per Leasing verschiedenen Regierungsorganisationen und Unternehmen sowie zwei Privatpersonen in Kalifornien und Japan zur Verfügung gestellt wurden.
Mit dem FCX Concept 2005 präsentierte Honda ein speziell auf die Brennstoffzelle ausgelegtes Fahrzeug, das mit dem 2007 vorgestellten FCX Clarity die Kleinserienreife erhielt und ab 2008 in den USA und Japan geleast werden konnte.
2015 präsentierte Honda mit dem Clarity Fuel Cell ein im Antriebsstrang verbessertes Nachfolgemodell, das ab Herbst 2017 auch als Plug-in-Hybrid und Elektroauto verkauft wurde.

## FCX
Der FCX war ein zweitüriger, viersitziger Kleinwagen auf Basis eines früheren, batteriebetriebenen Elektrofahrzeuges, dem Honda EV plus. Als Kraftstoff diente seit 2000 gasförmiger Wasserstoff, der bei der Version 3 bei einem Druck von 250 bar und in allen folgenden bei einem Druck von 350 bar in Druckbehältern gespeichert wurde. Mit den letzten Versionen ließ sich eine Reichweite von 430 km erzielen.
Während frühere Versionen des FCX Brennstoffzelleneinheiten von Ballard Power Systems verwendeten, war es bei späteren Versionen eine Honda-Eigenentwicklung. Diese PEMFC besaßen als technische Besonderheit gepresste Metall-Bipolarplatten statt der üblichen Kohlenstoffkonstruktionen. Die Verwendung aromatischer Membranen ermöglichte zudem Kaltstarts bis −20 °C.
Als Zwischenspeicher diente dem Honda FCX statt des üblichen Akkumulators eine hinter der Rücksitzbank angeordnete Hochleistungs-Kondensatoreinheit („Supercaps“).
Die Daten der verschiedenen FCX Versionen zeigt folgende Tabelle:
| Version      | Jahr      | Treibstoff  | Brennstoffzelle Hersteller | Brennstoffzelle Leistung | Motorleistung |
| ------------ | --------- | ----------- | -------------------------- | ------------------------ | ------------- |
| V1           | 1999      | Wasserstoff | Ballard                    | 60 kW                    | 49 kW         |
| V2           | 1999      | Methanol    | Honda                      | 60 kW                    | 49 kW         |
| V3 a         | 2000      | Wasserstoff | Ballard                    | 75 kW                    | 60 kW         |
| V3 b         | 2000      | Wasserstoff | Honda                      | 70 kW                    | 60 kW         |
| V4           | 2001      | Wasserstoff | Ballard                    | 78 kW                    | 60 kW         |
| Kleinserie a | 2002–2004 | Wasserstoff | Ballard                    | 78 kW                    | 60 kW         |
| Kleinserie b | 2004–2005 | Wasserstoff | Honda                      | 86 kW                    | 95 kW         |

Um für die Entwicklung der Brennstoffzellenantriebstechnologie wertvolle Praxiserfahrungen zu sammeln, bot Honda ausgewählten Firmen, Städten und Regierungsorganisationen an, FCX-Fahrzeuge zu leasen. Dies waren die Firmen Iwatani und Idemitsu in Japan, die Städte Los Angeles, San Francisco, Chula Vista, Las Vegas in den USA, das japanische Umweltministerium, SCAQMD in Kalifornien sowie die Präfektur Hokkaido in Japan. Im Juni 2005 wurde zusätzlich erstmals Privatkunden der FCX für einer Leasingrate von 500 US-Dollar je Monat angeboten. Das erste Privatfahrzeug wurde nach Redondo Beach in Kalifornien ausgeliefert.

## FCX-Concept
Im November 1999 präsentierte Honda auf der Tokyo Motor Show sein erstes Brennstoffzellenfahrzeug. Als Treibstoff diente Methanol. Die Brennstoffzelle und der Reformer wurden von Honda selbst entwickelt.

## FCX Concept 2005
Auf der Tokio Motor Show 2005 präsentierte Honda den FCX Concept 2005. Dieses Fahrzeug wurde im Frühjahr 2006 auch auf der Detroit Auto Show gezeigt. Diese Konzeptstudie sollte mit geringen konzeptionellen Änderungen innerhalb von drei bis vier Jahren in Serie gefertigt werden. Es handelt sich hierbei um eine viertürige und viersitzige Stufenhecklimousine mit extremem Cab-Forward-Design.
Da hier kein bestehendes Fahrzeug für den Brennstoffzelleneinsatz modifiziert wurde, sondern von Grund auf neu entwickelt wurde, gibt es einige technische Besonderheiten:
- Antrieb der Vorderachse durch einen 100 kW Elektromotor mit Differential, Antrieb auf der Hinterachse jedoch durch 2 je 25 kW leistende Radnabenmotoren
- Unterbringung der Brennstoffzelleneinheit im Mitteltunnel
- Druckgas-Wasserstofftank im Heck, 178 Liter mit 350 bar für eine Reichweite nach Honda-Berechnungen von 560 km
- Luftansaugung via Öffnung links hinten (neben Stoßfänger)
- Batteriespannung des Lithium-Ionen-Akkus: 300 V

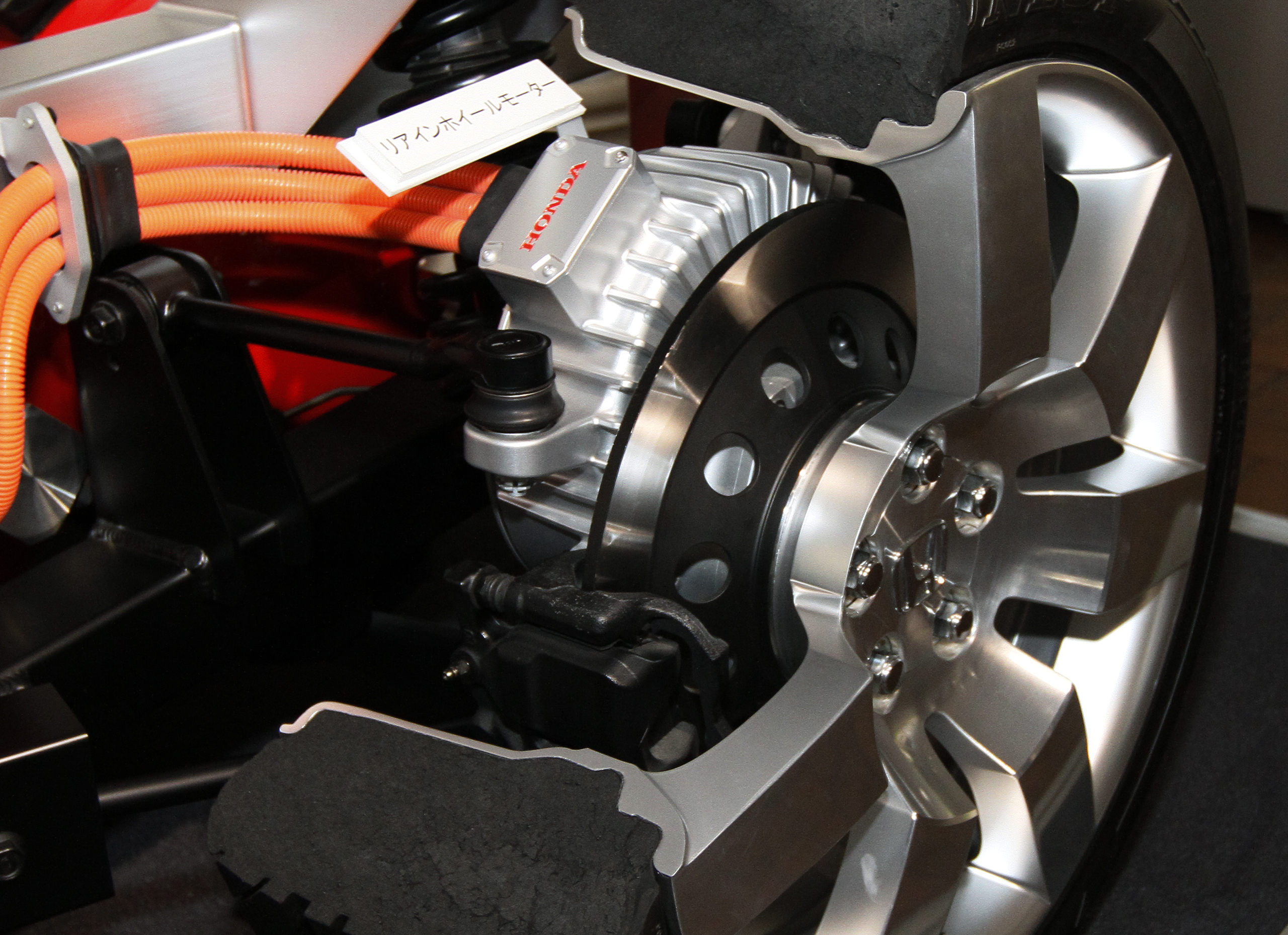
FCX Concept 2005, Radnabenmotor
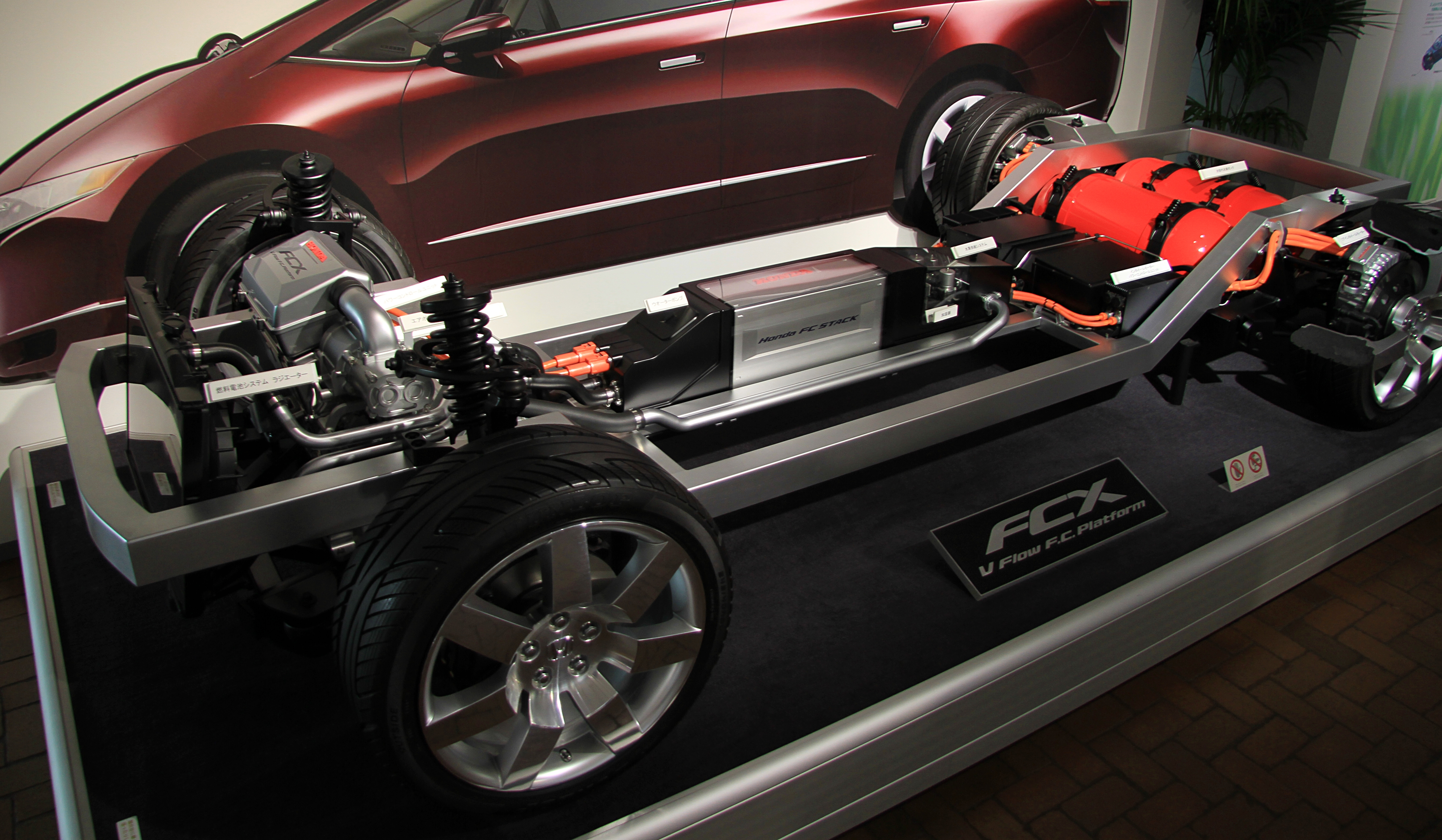
Anordnung der Brennstoffzellentechnik
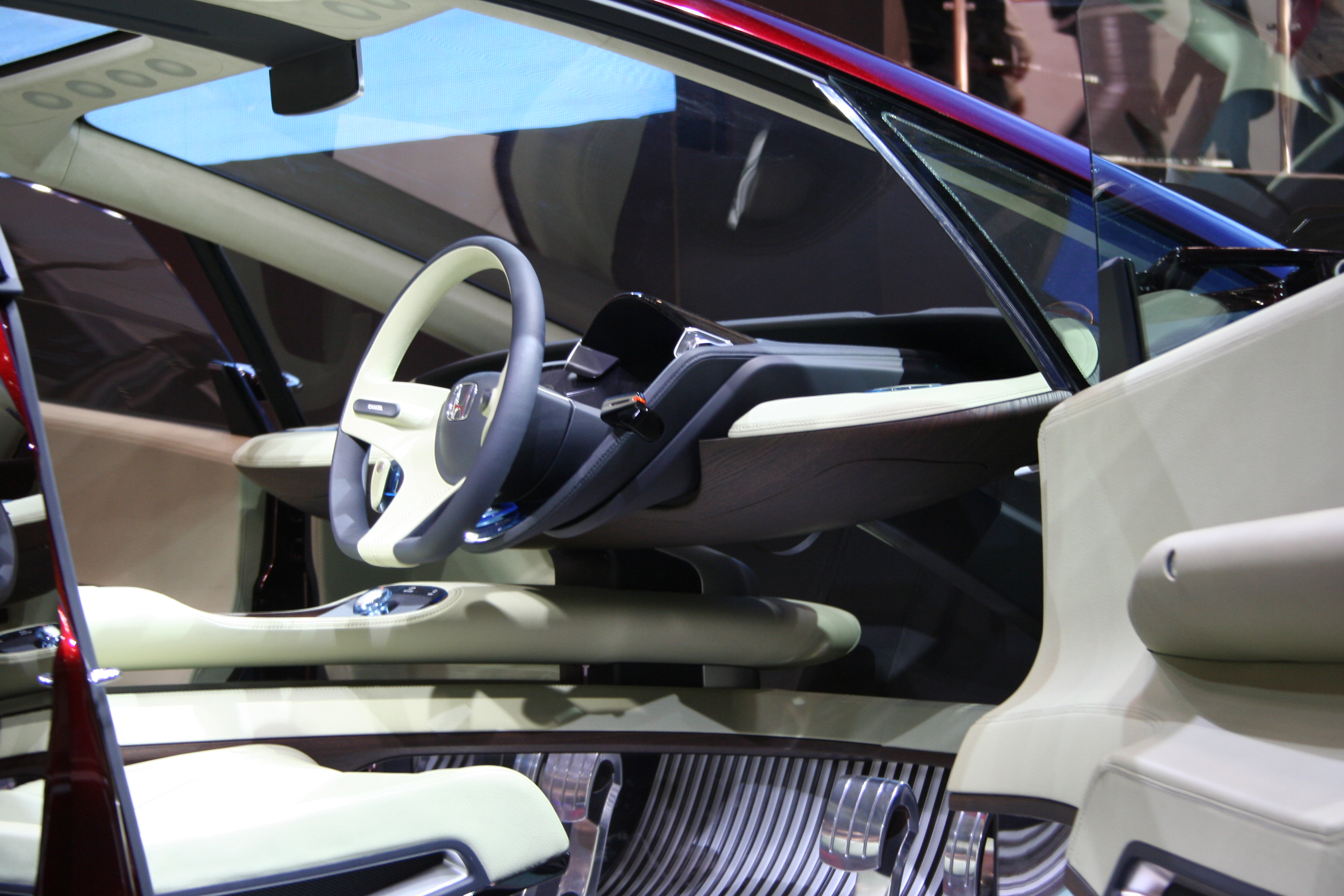
Innenraum

## FCX Clarity
Im November 2007 zeigte Honda auf der Los Angeles International Auto Show die serienreife Version. Im Juni 2008 wurde die Serienproduktion aufgenommen. Die Fertigung findet im ehemaligen NSX-Werk in Utsunomiya statt.
Die Serienversion unterscheidet sich in folgenden Punkten vom FCX Concept 2005:
- Karosserie weniger futuristisch
- Lithium-Ionen-Akkumulator statt der Hochleistungskondensatoren
- Frontmotor mit 100 kW statt des Dreimotorenkonzepts

Aus dem Stand erreicht der Clarity innerhalb von 9 s 100 km/h. Seine Höchstgeschwindigkeit wird mit 161 km/h angegeben. Das maximale Drehmoment beträgt 256 Nm bei 0–3056 min−1.

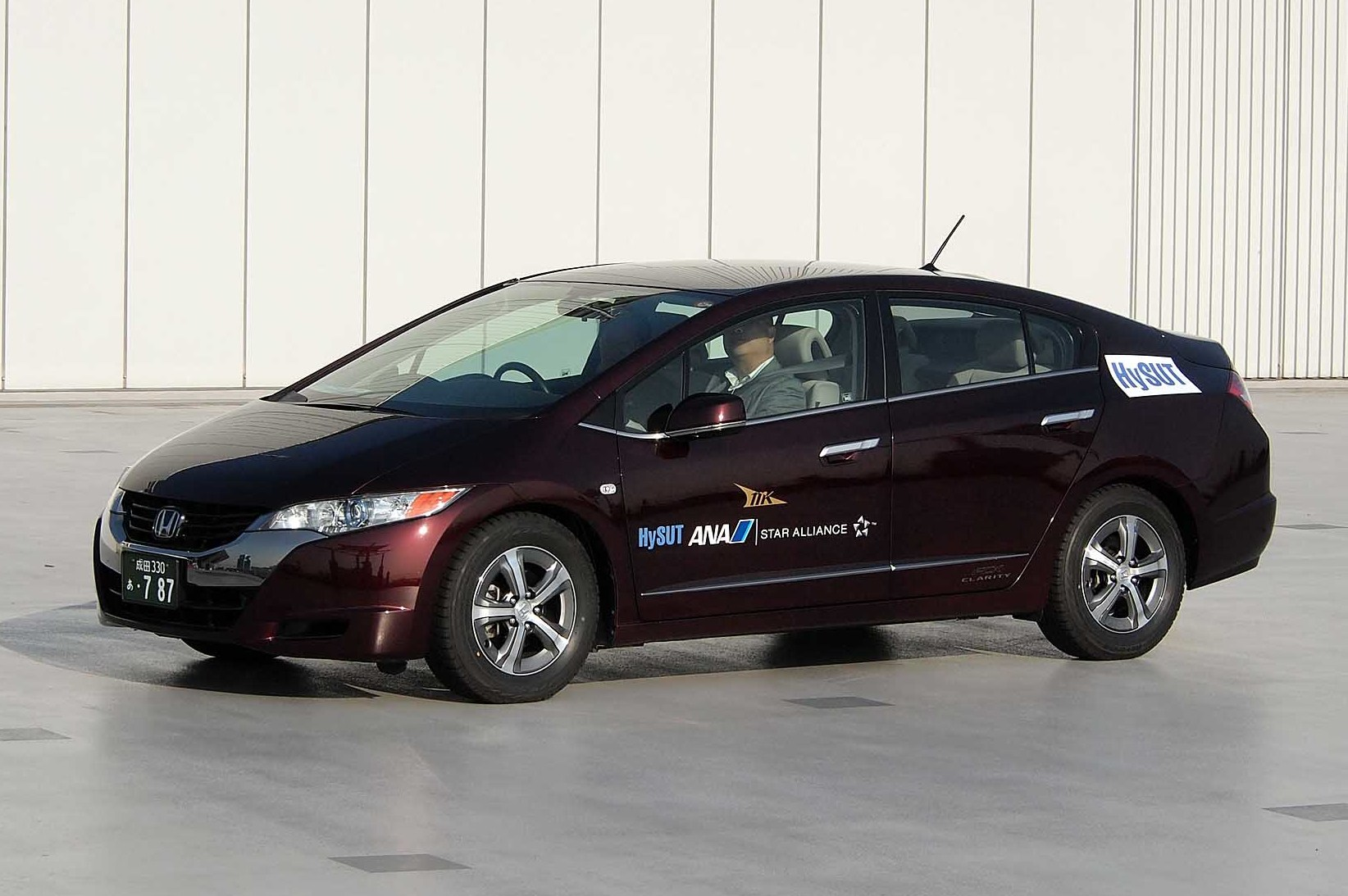
FCX Clarity, Frontseitenansicht
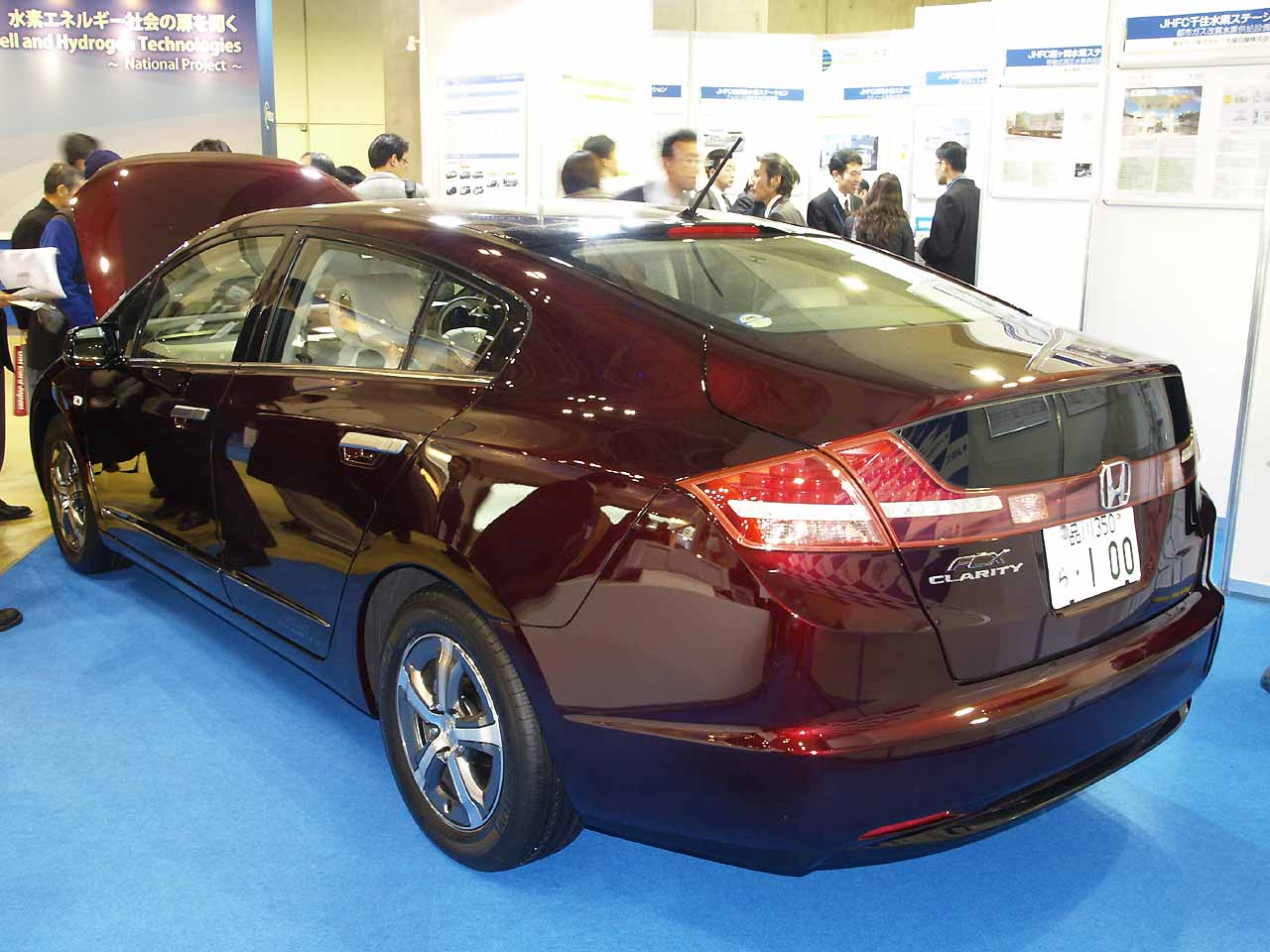
Heckansicht
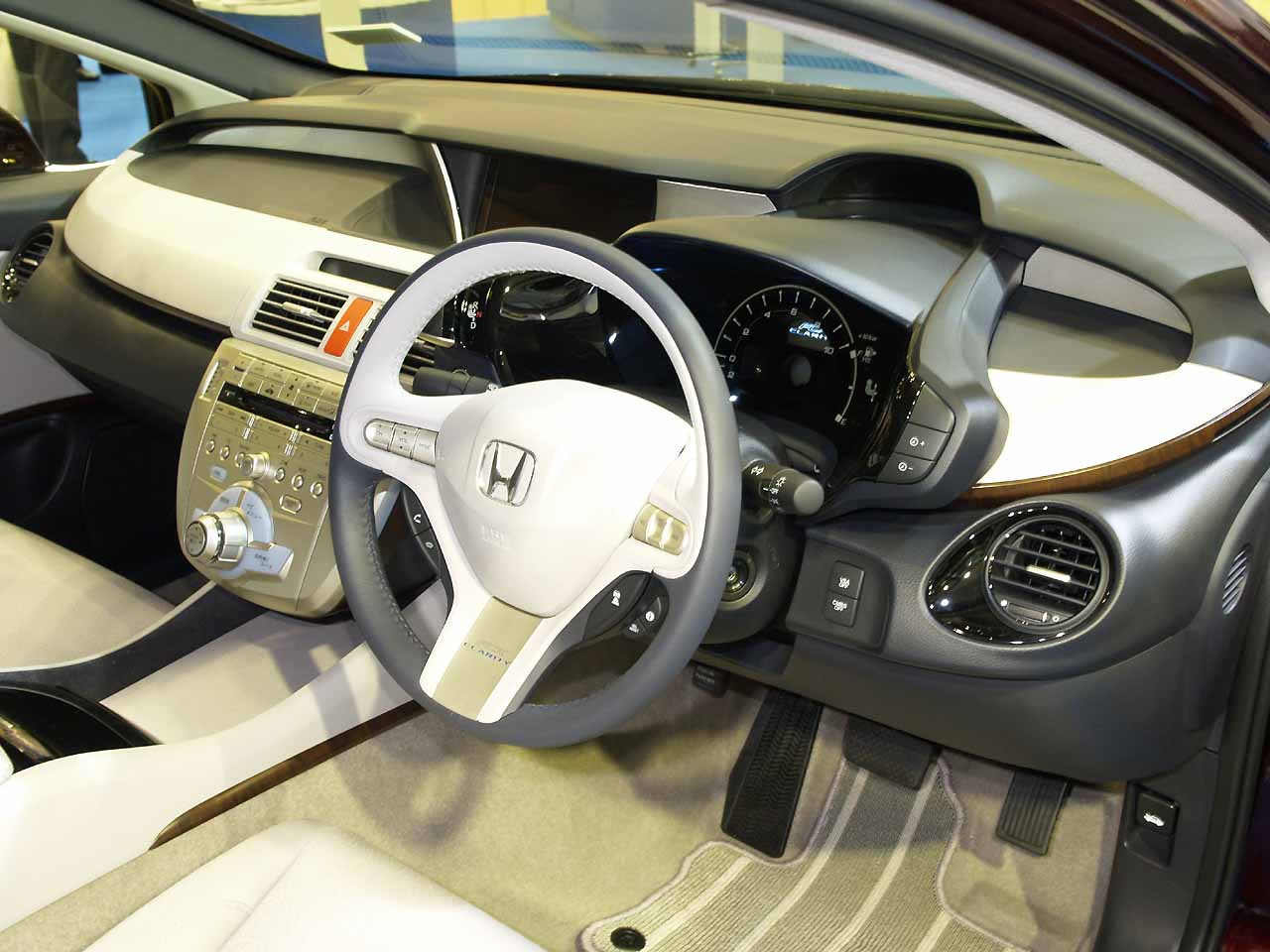
Instrumententafel

Zunächst bot man den Clarity, zu einer monatlichen Leasingrate von 600 US$ (etwa 400 EUR), ausschließlich in Kalifornien an und plante, bis 2011 etwa 200 Fahrzeuge zu produzieren; es sollen insgesamt aber weniger als 100 Fahrzeuge gebaut worden sein.

## Clarity

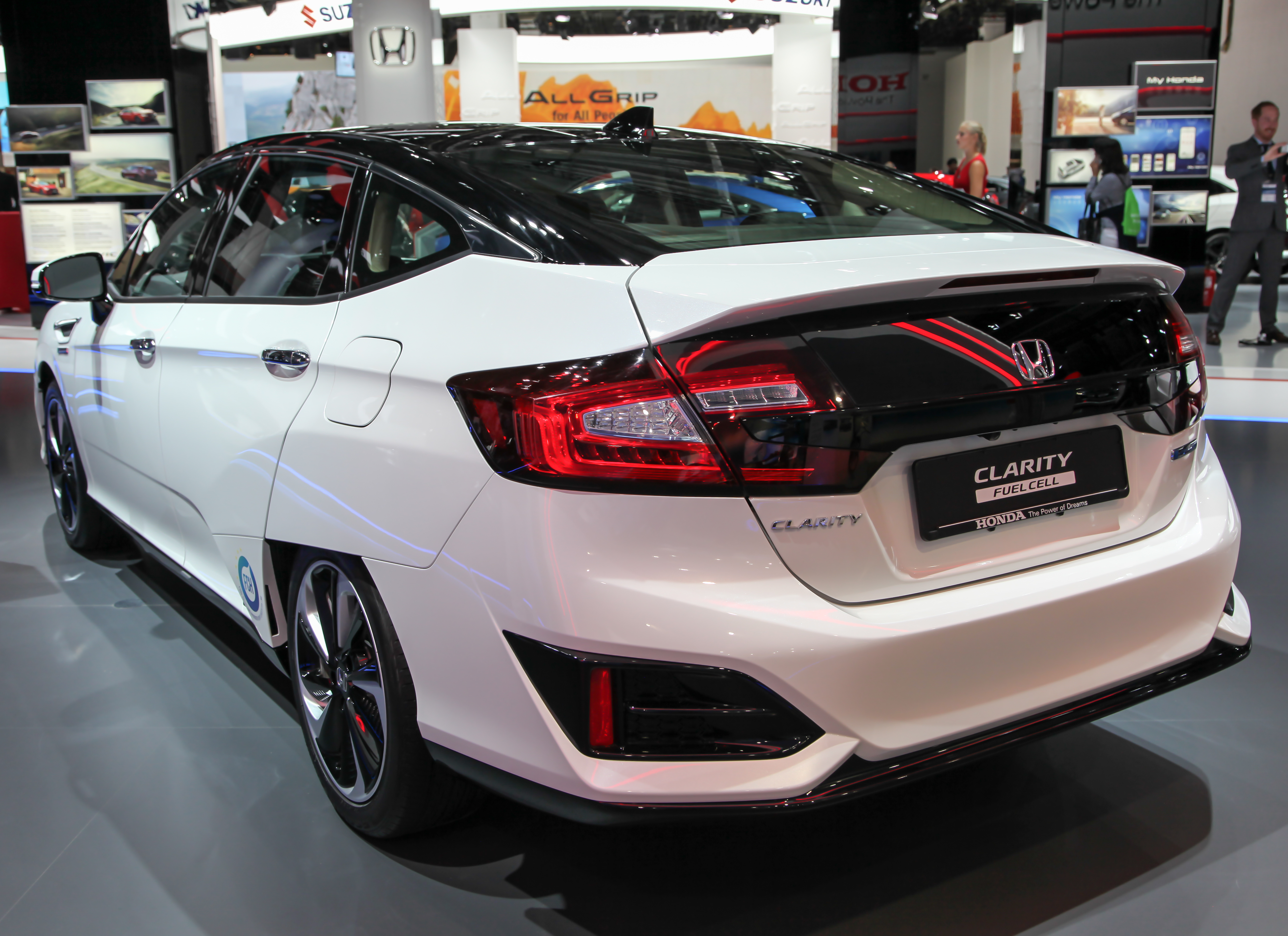
Heckansicht

Nachdem das Vorgängermodell 2014 vom Markt genommen wurde, präsentierte Honda auf der 44. Tokyo Motor Show im Oktober 2015 das Nachfolgemodell Clarity Fuel Cell. Das Fahrzeug ist das weltweit erste Serienmodell einer Limousine, bei welcher der gesamte Antriebsstrang mit Brennstoffzelle komplett im Motorraum untergebracht ist. Dies wurde durch die Verwendung dünnerer Membrane möglich; nachdem die Zell-Leistung um 50 Prozent erhöht werden konnte, konnte die Anzahl verringert werden. Honda nennt für die gesamte Antriebseinheit eine Volumeneinsparung von einem Drittel; die Antriebseinheit brauche nicht mehr Bauraum als ein üblicher V6-Motor. Sie arbeitet mit 500 Volt Spannung, ein Turbokompressor mit zwei Ladern presst Luft in die Brennstoffzelle.
Das Fahrwerk des Clarity hat hinten eine Mehrlenkerachse.
Für die Karosserie, die hinten Luftleitkanäle („Air Curtains“) hat, werden hoch- und höchstfesten Stähle sowie Aluminium und Verbundwerkstoffe eingesetzt.

### Vertrieb
In Japan war das Brennstoffzellenfahrzeug ab März 2016 erhältlich, der kalifornische Markt folgte im Dezember 2016. Nach Europa kam zunächst lediglich zehn Fahrzeuge, die im Rahmen des HiFive-Projekts im Zweimonats-Rhythmus an Familien gegeben wurden. Dabei wurden sämtliche Fahrdaten und Nutzungsprofile aufgezeichnet.
2018 waren in den USA von den über 2.330 verkauften Wasserstoffautos 624 Honda Clarity Fuel Cell.
Mitte 2021 hat Honda den FCX Clarity nach nur insgesamt 1900 produzierten Exemplaren ersatzlos abgekündigt.

### Technische Daten
Mit einer Reichweite von 366 Meilen (589 Kilometern) ist der Clarity Fuel Cell nach der EPA das Fahrzeug mit der höchsten Reichweite aller Zero Emission Vehicles in den Vereinigten Staaten. Der 130 kW (177 PS) starke Elektromotor beschleunigt die Limousine in neun Sekunden auf 100 km/h, die Höchstgeschwindigkeit beträgt 165 km/h.
|                                              | Fuel Cell                         |
| -------------------------------------------- | --------------------------------- |
| Bauzeitraum                                  | 03/2016–06/2021                   |
| Motorkenndaten                               |                                   |
| Motortyp                                     | Elektromotor                      |
| max. Leistung                                | 130 kW (177 PS) bei 4501–9028/min |
| max. Drehmoment                              | 300 Nm bei 0–3500/min             |
| Kraftübertragung                             |                                   |
| Antrieb                                      | Vorderradantrieb                  |
| Getriebe                                     | Stufenloses Getriebe              |
| Messwerte                                    |                                   |
| Höchstgeschwindigkeit                        | 165 km/h (abgeregelt)             |
| Beschleunigung, 0–100 km/h                   | 9,0 s                             |
| Wasserstoffverbrauch auf 100 km (kombiniert) | 0,77 kg                           |
| Reichweite nach NEFZ                         | 650 km                            |
| Reichweite nach EPA                          | 366 Meilen                        |
| Leergewicht                                  | 1875 kg                           |

### Clarity PHEV und Clarity EV
Auf der NYIAS im April 2017 präsentierte Honda mit dem Clarity PHEV und dem Clarity EV das Fahrzeug als Plug-in-Hybrid und als reines Elektroauto. Im Plug-in-Hybrid wird ein 77 kW (105 PS) starker 1,5-Liter-Vierzylinder-Ottomotor mit einem 135 kW (184 PS) starken Elektromotor kombiniert. Die rein elektrische Reichweite beträgt 68 Kilometer. Der Clarity EV wird von einem 120 kW (163 PS) starken Elektromotor angetrieben.
Ende 2019 beendete Honda die Produktion des Clarity EV.

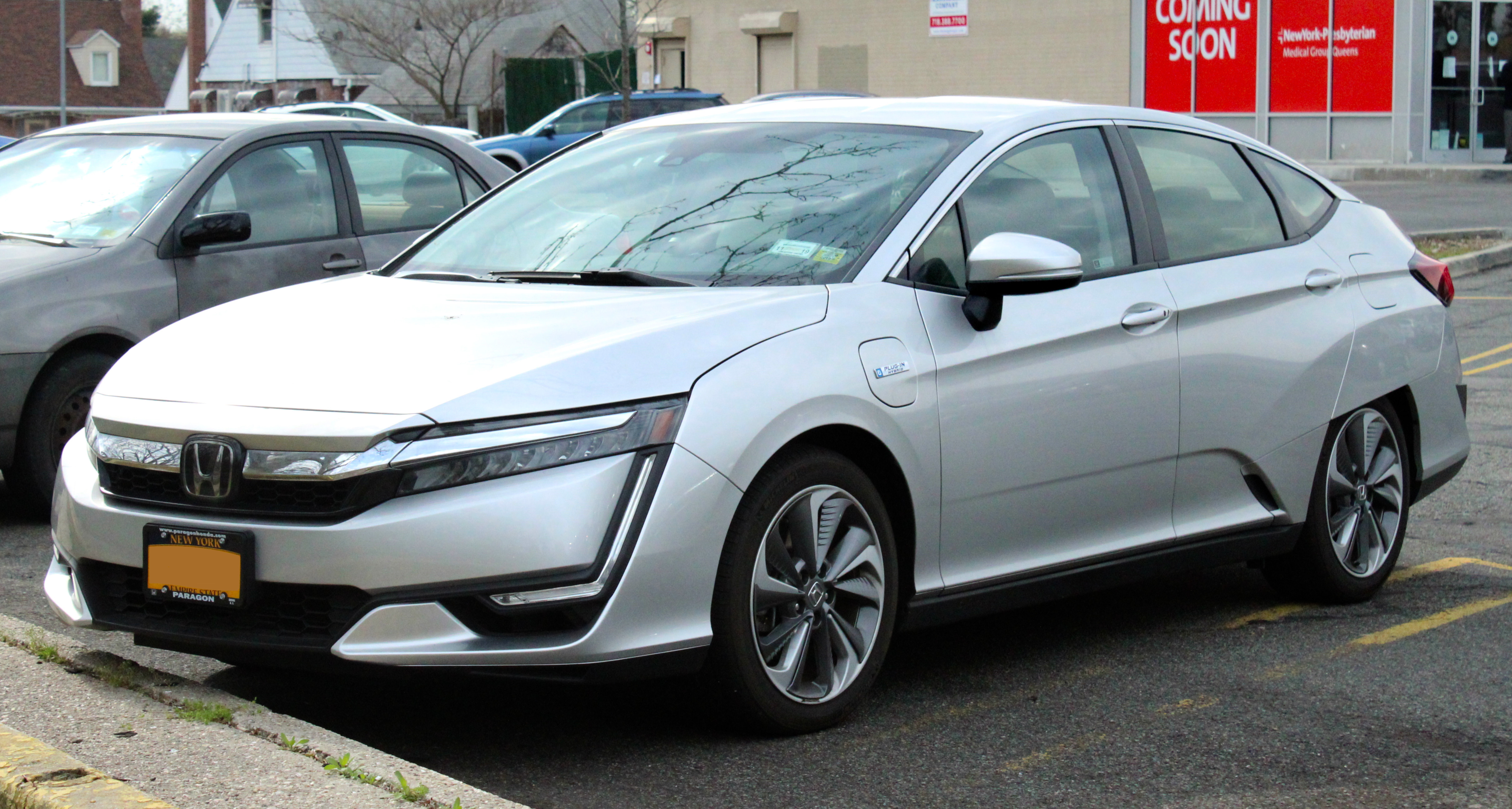
Honda Clarity PHEV (2018–2021)
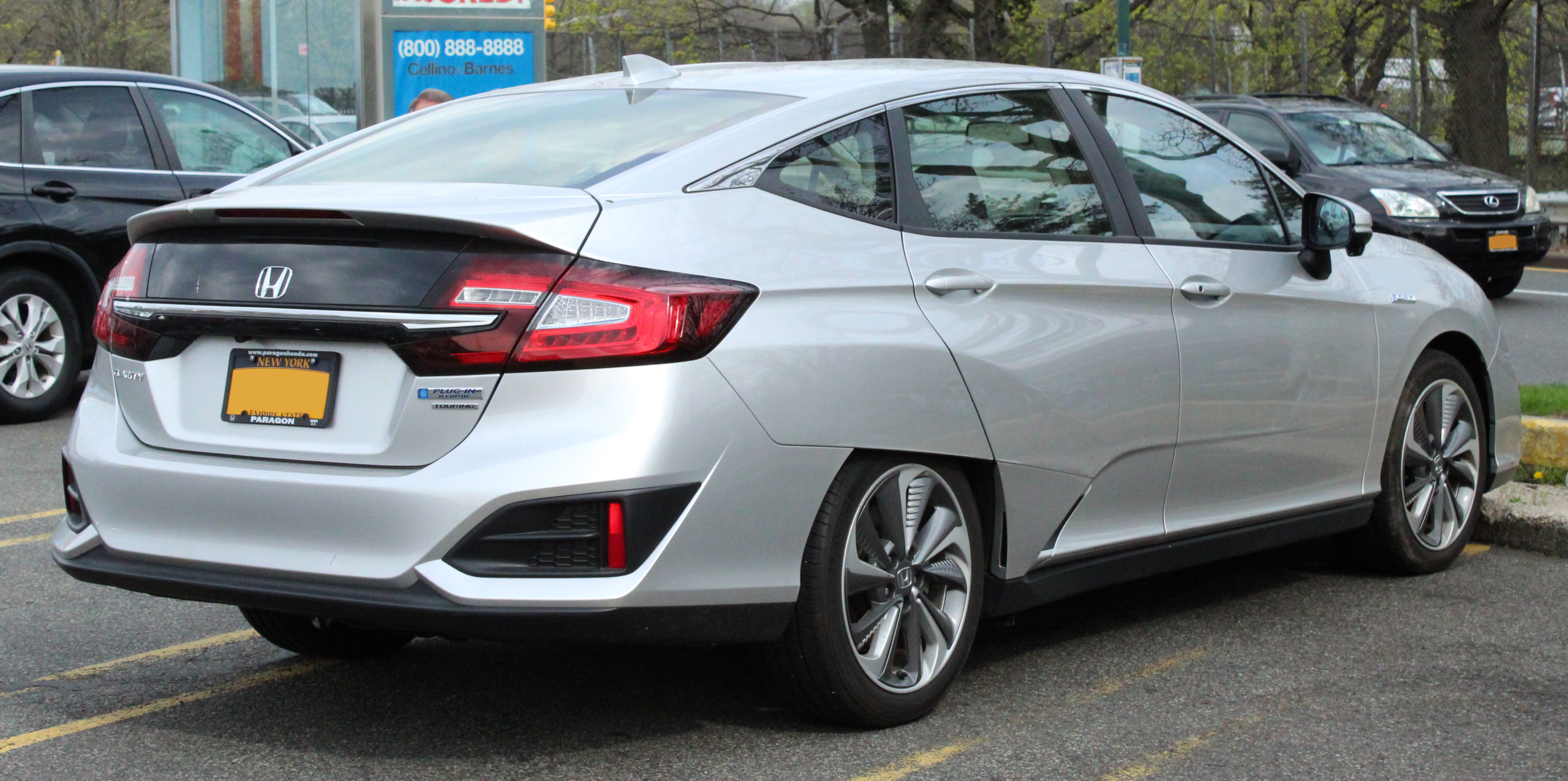
Heckansicht